# Frehley’s Comet (Album)
Frehley’s Comet war das 1987 veröffentlichte Debütalbum der gleichnamigen US-amerikanischen Hard-Rock-Band Frehley’s Comet.

## Einordnung in den musikalischen Hintergrund
Der Leadgitarrist Ace Frehley hatte die Gruppe Kiss, deren Gründungsmitglied er war, 1982 verlassen. 1984 hatte er am von Gene Simmons produzierten Soloalbum W.O.W. der Plasmatics-Sängerin Wendy O. Williams mitgearbeitet und für den Titel Bump and Grind die Leadgitarrenparts beigesteuert. Im selben Jahr gründete er mit dem Schlagzeuger Anton Fig, dem Bassisten John Regan, dem Gitarristen und Sänger Richie Scarlet und dem Keyboarder Arthur Stead die Band Frehley’s Comet, um eigenes Material zu schreiben und zu veröffentlichen. Die Gruppe absolvierte in der Zeit von ihrer Gründung bis 1985 mehrere Demoaufnahmen, die unter anderem von Eddie Kramer, Tony Bongiovi, Chris Kimsey und Vini Poncia produziert wurden.
Ihr Auftrittsdebüt absolvierte die Gruppe im November 1984 in den S.I.R. Sound Studios in New York. Eine der frühesten bekannten Live-Aufnahmen ist ein Bootleg (Back in the Groove), das am 9. März 1985 im New Yorker Club „L’Amour“  aufgenommen wurde und auf dem sich bereits drei Titel, nämlich Dolls, Stranger in a Strange Land und We Got Your Rock enthalten sind, die sich auch auf dem ersten Studioalbum der Band wiederfinden.
Ein bereits unterschriebener Plattenvertrag mit Bronze Records verfiel, als das Label bankrottging, doch Frehley gelang es, sich einen Vertrag bei Atlantic/Megaforce zu sichern.

## Entstehungsgeschichte
Das Album wurde in den Right Track Studios und den Sound Ideas Studios in New York City sowie in den Master Sound Studios (Astoria, NY) und Bear Tracks (Suffern, NY) aufgenommen und erschien 1987. Es wurde von Eddie Kramer und Ace Frehley produziert. Frehley’s Comet enthielt zehn Titel, von denen der erste, Rock Soldiers, Frehleys Alkoholeskapaden aus der Zeit nach seinem Weggang bei Kiss thematisierte (besonders die Verfolgungsjagd mit der Polizei vom 21. Mai 1983, bei der er den Bronx River Parkway in New York mit seinem DeLorean betrunken in die falsche Richtung befuhr und so einen Unfall verursachte). Außerdem befand sich der von Russ Ballard geschriebene Song Into the Night darauf, der durch die Fernsehserie Miami Vice bekannt wurde.
Der Titel Breakout wurde noch zu Frehleys Zeit bei Kiss zusammen mit Eric Carr geschrieben, als das Lied noch den Titel Heaven hatte. Das Grundmuster des Songs wurde von Kiss 1992 für den Titel Carr Jam 1981 verwendet, allerdings wurden die Gitarrenspuren von Bruce Kulick neu eingespielt. Der Titel Calling to You stammt ursprünglich von der Band 707, in der Tod Howarth gespielt hatte, dort hatte er jedoch den Titel Megaforce. Für Frehley’s Comet wurde er komplett überarbeitet und dann neu aufgenommen. Den Abschluss bildete das Instrumentalstück Fractured, Too, das die akustische Fortsetzung des Instrumentals Fractured Mirror von Frehley’s 1978 veröffentlichtem Kiss-Soloalbum war.
Bis zur Veröffentlichung kam es noch zu einem Besetzungswechsel: Der Keyboarder Rob Sabino und der Gitarrist Richie Scarlet wurden durch Tod Howarth ersetzt, der sowohl Rhythmusgitarre als auch Keyboards spielte.

### Cover
Das Cover zeigte einen scheinbar durch das All fliegenden Kometen, wobei es sich um ein Foto der NASA handelte, das hier verwendet wurde. Obwohl es sich um ein Album der Gruppe handelte, wurde, vermutlich aus Marketinggründen, der Name Ace Frehley am oberen Rand platziert, sodass es aussah, als sei es Frehleys Soloalbum mit dem Titel Frehley’s Comet. Das Logo der Band war im unteren Drittel der Covers zentriert abgebildet.
Auf der Rückseite des Covers war ein Gruppenfoto zu sehen, das der Fotograf Ebet Roberts aufgenommen hatte.
Das Debüt-Album der Band erreichte am 20. Juni 1987 Platz 43 der Billboard 200 und hielt sich 23 Wochen in den Charts.

## Veröffentlichung
Frehley’s Comet wurde am 7. Juli 1987 veröffentlicht und erreichte Platz 43 der Billboard 200. Als Singles wurden die Titel Rock Soldiers, Calling to you und Into the Night veröffentlicht; Into the Night erschien auch als Maxisingle.

## Titelliste
1. Rock Soldiers (Gesang: Ace Frehley; Text und Musik: Ace Frehley, Chip Taylor) – 5:05
2. Breakout (Gesang: Tod Howarth; Text und Musik: Ace Frehley, Eric Carr, Richie Scarlett) – 3:38
3. Into the Night (Gesang: Ace Frehley; Text und Musik: Russ Ballard) – 4:12
4. Something Moved (Gesang: Tod Howarth; Text und Musik: Tod Howarth) – 4:02
5. We got Your Rock (Gesang: Ace Frehley; Text und Musik: Ace Frehley, Marty Kupersmith) – 4:12
6. Love me Right (Gesang: Ace Frehley; Text und Musik: Ace Frehley, Ira Schickman) – 3:54
7. Calling to you (Gesang: Tod Howarth; Text und Musik: Tod Howarth, Ace Frehley, Jim McClarty, Kevin Russell) – 4:20
8. Dolls (Gesang: Ace Frehley; Text und Musik: Ace Frehley) – 3:28
9. Stranger in a Strange Land (Gesang: Ace Frehley; Text und Musik: Ace Frehley) – 4:02
10. Fractured Too (Instrumental; Musik: Ace Frehley, John Regan) – 4:02

## Rezeption
Metal Hammer schrieb die Marschroute des Albums werde „schon nach den ersten Klängen deutlich.“ Die Band drehe „die Gitarre bis zum Anschlag auf“ und lasse „die Drums krachen.“ Das sei „Heavy Rock pur, schnörkellos und gradlinig hier, gekonnt und virtuos da.“ Frehley ziehe alle Register, habe „vom blo8en Rock n'Roller bis zum potentiellen Chartanwärter alles auf dem Kasten.“ Kiss-Anklänge gebe es beim von Eric Carr co-verfassten Breakout, kommerziell werde es bei der von Russ Ballard geschriebenen Single Into The Night und „die Hochachtung für Altmeister Alice Cooper“ werde in Dolls gezollt. Was die LP im Besonderen auszeichne, sei Abwechslung.